# Schwarzwinkel (Schönheide)
Der Schwarzwinkel ist ein Ortsteil der im westlichsten Zipfel des sächsischen Erzgebirges gelegenen Gemeinde Schönheide (Erzgebirgskreis).

## Lage

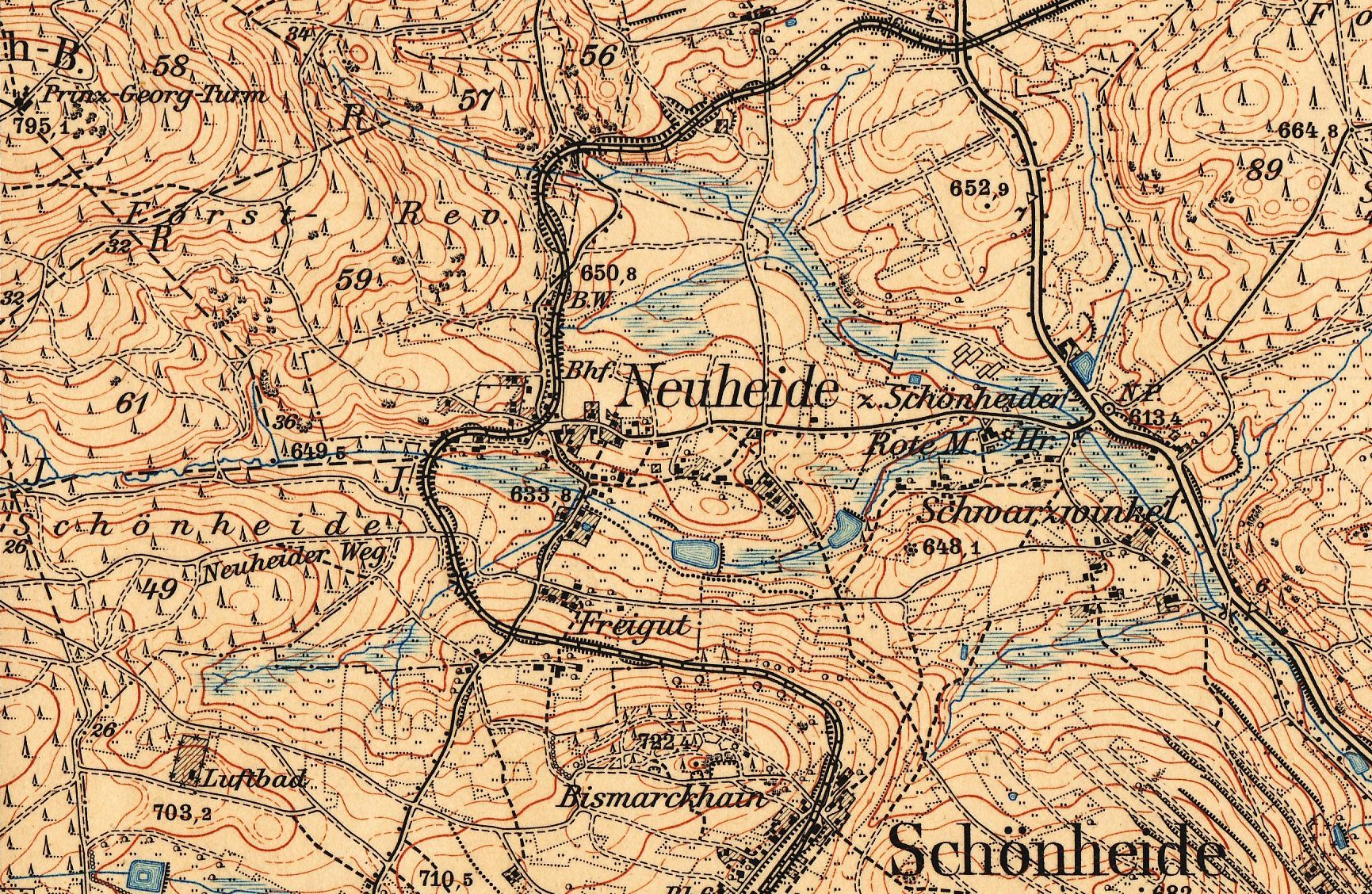
Der Schwarzwinkel liegt östlich von Neuheide, hier auf eine Karte von etwa 1900

Der Ortsteil Schwarzwinkel liegt nördlich der unbewaldeten, 684 Meter hohen Erhebung Allee, auch Oberförsterknock genannt, östlich von Neuheide und westlich des Ortsteils Webersberg. Der Schwarzwinkel wird im Norden und im Südosten vom Filzbach begrenzt, der früher auch Kuhbach genannt wurde. Vom Kuhberg und seinen an den Abhängen liegenden Hochmooren kommend, fließt er in östliche Richtung und knickt nördlich der Häuser des Schwarzwinkels nach Süd-Süd-Ost ab. Dieser Bereich des Filzbaches wird als „grünes Tal“ bezeichnet. In dem genannten Knick mündet in ihn der Schwarzbach, kurz nachdem er den „Schwarzen Teich“ durchflossen hat. Der Ortsteil grenzt fast an die Rote Mühle, deren Fläche eine Exklave der ehemals selbständigen Gemeinde Schönheiderhammer war. Das Gelände des Ortsteils Schwarzwinkel fällt von einer westlich gelegenen Kuppe von gut 648 Metern ab Richtung Osten zum Filzbachtal mit etwa 600 Metern Höhe. Vom Filzbach steigt es nach Norden und nach Süden wieder auf etwa 650 m Höhe an.
Das Gebiet liegt nach der Naturraumkarte von Sachsen in der Mesogeochore „Schönheider Hochflächen“ und gehört zur Mikrogeochore „Schönheider Kuppengebiet“.

## Name
Der erste Teil der Bezeichnung Schwarzwinkel wird von dem Autor Ernst Flath, der eine etwa 1909 erschienene Geschichte Schönheides verfasste, abgeleitet von dem „schwarzen kohligen Humusboden oder Torf der dortigen Gegend“. In Karten aus den ersten Jahrzehnten des 20. Jahrhunderts sind im Bereich Schwarzwinkel Torfstiche eingetragen. Winkel als Bezeichnung eines Ortsteils wird in der Gemeinde Schönheide mehrfach verwendet: Ascherwinkel, Fuchswinkel, Heinzwinkel, Schwarzwinkel.  Sieber bezeichnet diesen Begriff als alten Flurnamen. Dies findet eine Bestätigung im Wörterbuch der Gebrüder Grimm, wonach der Begriff „Winkel“ „häufig in orts- und flurnamen zur bezeichnung von zwischen bergen, wäldern und fluszkrümmungen einbiegenden landstücken“ zu finden sei.

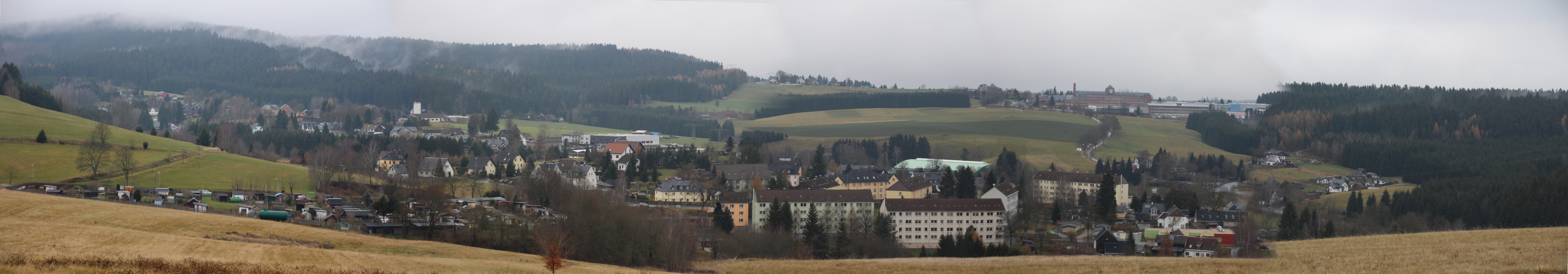
Panorama des Ortsteils Schwarzwinkel (vorn), im linken Mittelgrund der Ortsteil Neuheide, links in Wolken das Massiv des Kuhbergs, rechts oben die Bürstenfabrik der Großeinkaufsgesellschaft deutscher Konsumvereine (GEG) im Stützengrüner Ortsteil Neulehn.

## Geschichte und Siedlungsentwicklung
Bei dem auf 1537 datierten Siedlungsbeginn von Schönheide spielte der Schwarzwinkel eine große Rolle. Nach der Darstellung Ernst Flaths haben die Gebietsherrn, Balthasar Friedrich Edler von der Planitz und sein Bruder Georg Edler von der Planitz, nach ihrer Entscheidung, das Gebiet des heutigen Schönheide besiedeln zu lassen, als Markwart Urban Mendel, auch Männel genannt, für vorbereitende Arbeiten wie Abmessen und Abmarken sowie das Festlegen der Dorfflurgrenze entsandt. Dieser habe sein Haus im Schwarzwinkel errichtet, und sein Lehen habe beiderseits des Filzbachs im Bereich von dessen Süd-Ost-Fließrichtung gelegen. Der Ortsteil Schwarzwinkel wurde noch bis in das letzte Viertel des 19. Jahrhunderts als Marquartswinkel bezeichnet, noch in den 1930er Jahren wurden einige Grundstücke als Markerfelder und Markerswiesen bezeichnet.
Albert Schiffner schrieb im 1833 erschienenen 18. Band des Schumannschen Staats-, Post- und Zeitungslexikons von Sachsen:
„der Marquarts- oder Markerswinkel mit 12 – 14 H(äusern), worunter 2 schöne grosse Güter“
Im selben Band steht beim Eintrag über das benachbarte Neuheide:
Markerswinkel, ein abgesondrt. Th. v. Schönheide.
Albert Schiffner führt in seinem 1840 herausgebrachten Werk Beschreibung von Sachsen den Markerswinkel auf. Grundstücke dieses Bereichs trugen im ersten Drittel des 20. Jahrhunderts noch die Bezeichnung Markersfelder und Markerswiesen. Der Filzbach war die nördliche Siedlungsgrenze, die die Gebietsherren festgelegt hatten. Dies wird in dem von Balthasar Friedrich Edler von der Planitz ausgestellten sog. Befreiungsbrief, der Gründungsurkunde Schönheides, vom 20. Februar 1549 bestätigt.

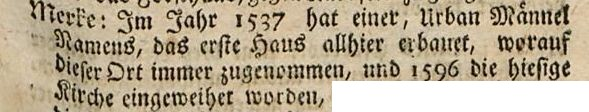
Karl Gottlob Dietmann: Urban Männel als erster Siedler Schönheides im Schwarzwinkel

Urban Mendels/Männels Wirken und Wirkung wird so beschrieben:
„Im Jahr 1537 hat einer, Urban Männel Namens, das erste Haus allhier erbauet, worauf dieser Ort immer zugenommen.“
Auch 1837 wird der Ortsteil im Neuen alphabetischen Orts-Verzeichnis des Königreichs Sachsen Markerswinkel genannt
„zu Schönheide gehörig, bildet eine abgebaute Häusergruppe nach Stützengrün zu“ Angaben zur Zahl der Wohngebäude und Einwohner fehlen.
Etwa 1848 erwähnt Albert Schiffner in seinem Werk „Führer im Muldenthale“ den Ortsteil als „Markers- oder Marquardswinkel“.
Die Bezeichnung als „Winkel“ war um die Wende zu 1900 so verbreitet, dass in einer Wanderkarte der Ortsteil als „(Schwarz)Winkel“ eingetragen ist.
Bis in die 1930er Jahre bestand der Schwarzwinkel aus etwa einem halben Dutzend Bauernhäuser, von denen aus die umliegenden Felder und Wiesen bewirtschaftet wurden. Zwei Bauernhäuser aus dem 18. Jahrhundert (mit Anbauten aus späterer Zeit) sind nach dem Sächsischen Denkmalschutzgesetz als Baudenkmale geschützt, siehe Liste der Kulturdenkmale in Schönheide.
Auf Karten aus dem ersten Drittel des 20. Jahrhunderts sind die Flächen der Bachtäler als vernässt dargestellt. In den 1930er Jahren entstand als neue Straße die Schneeberger Straße. Sie führt vom oberen Teil Schönheides von der Hauptstraße durch den Schwarzwinkel hindurch bis an die Stützengrüner Straße (Staatsstraße 277), auf die sie östlich der Roten Mühle stößt. Parallel zur neuen Straße entstanden in der gleichen Zeit ab 1936 eine Kleinsiedlung der Gemeinnützigen Baugenossenschaft Schönheide mit sechs Mehrfamilien- und mehreren Einfamilienhäuser. In den 1960/1970er Jahren wurde etwa ein Dutzend größere Mehrfamilienhäuser gebaut, die heute der Genossenschaft Wohnungsunternehmen Schönheide eG mit Sitz im Schwarzwinkel gehören. Vorgänger dieser Wohnungsgenossenschaft, die 1990 entstand, war die 1958 gegründete Arbeiter-Wohnungs-Genossenschaft Schönheide-Stützengrün (AWG). Zu DDR-Zeiten hatte dieser Bereich die Bezeichnung „Wilhelm-Pieck-Siedlung“. So lautete auch die Straßenbezeichnung. Gegenwärtig gehören der Genossenschaft 165 Mitglieder an, 143 Wohnungen sind in ihrem Bestand, alle im Schwarzwinkel. Außerdem gibt es in diesem Ortsteil die Wohnungsgenossenschaft Schönheide eG.

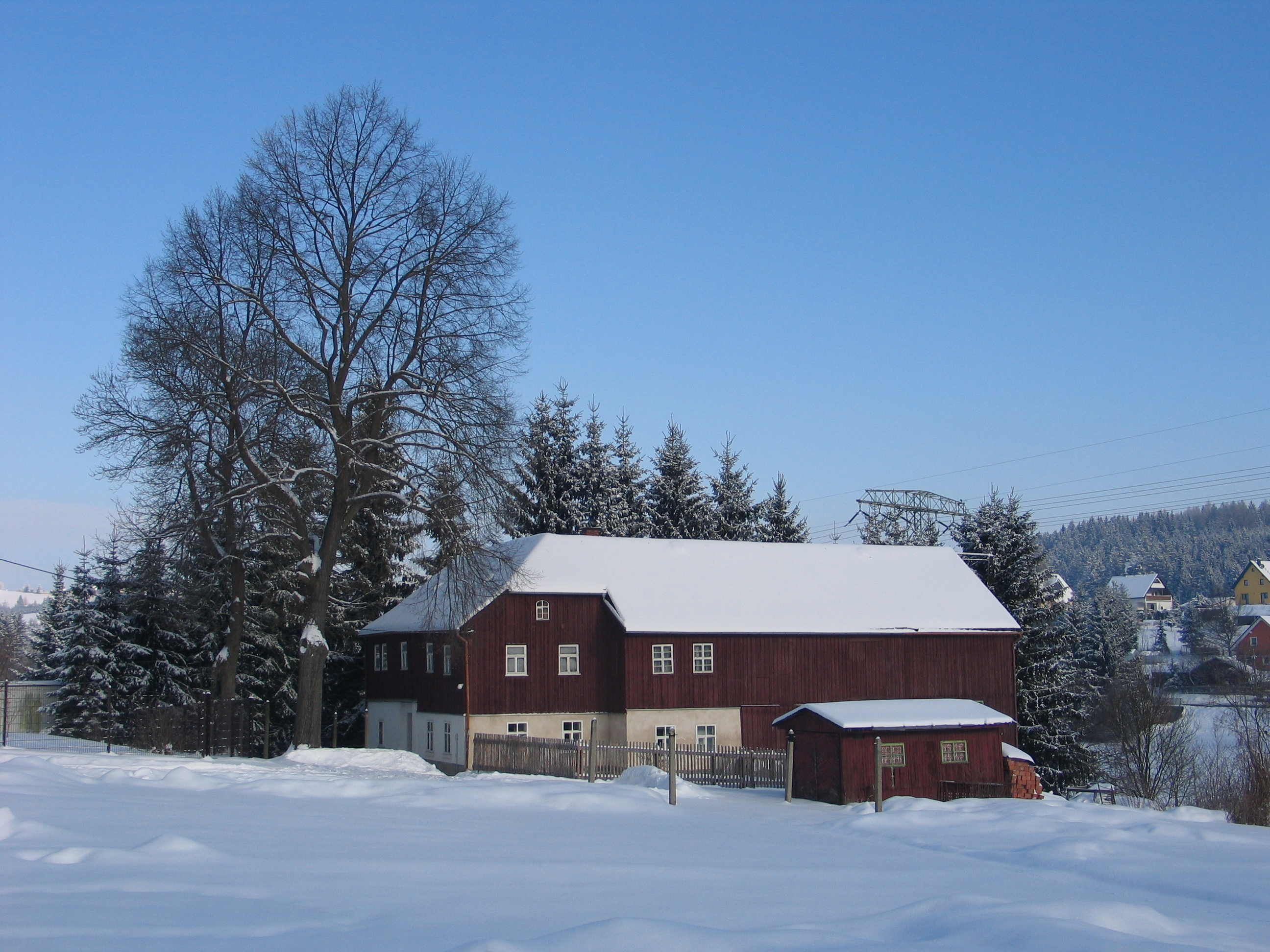
Baudenkmal: Altes Bauernhaus mit Anbauten
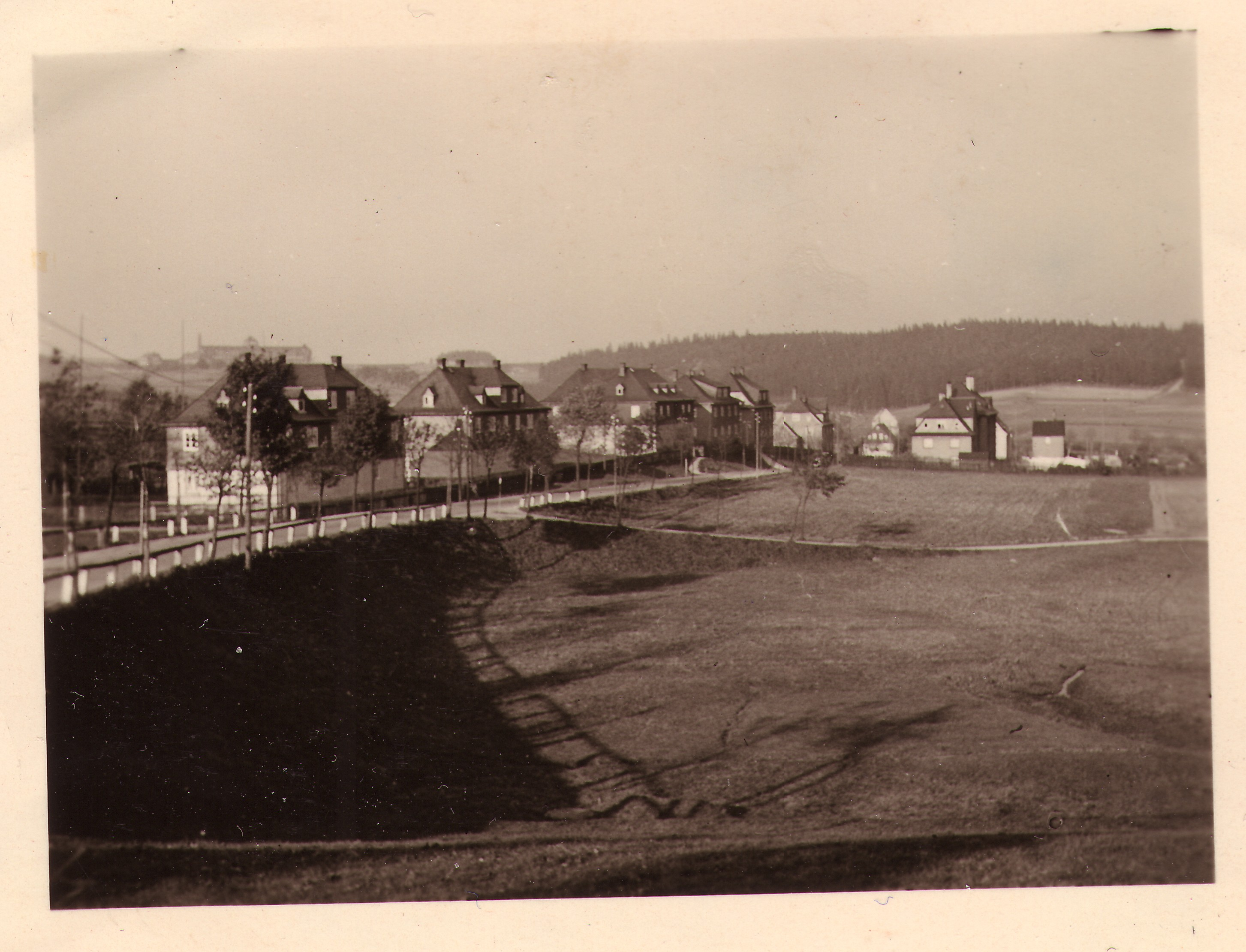
1930er Jahre: Neue Häuser an der neuen Schneeberger Straße
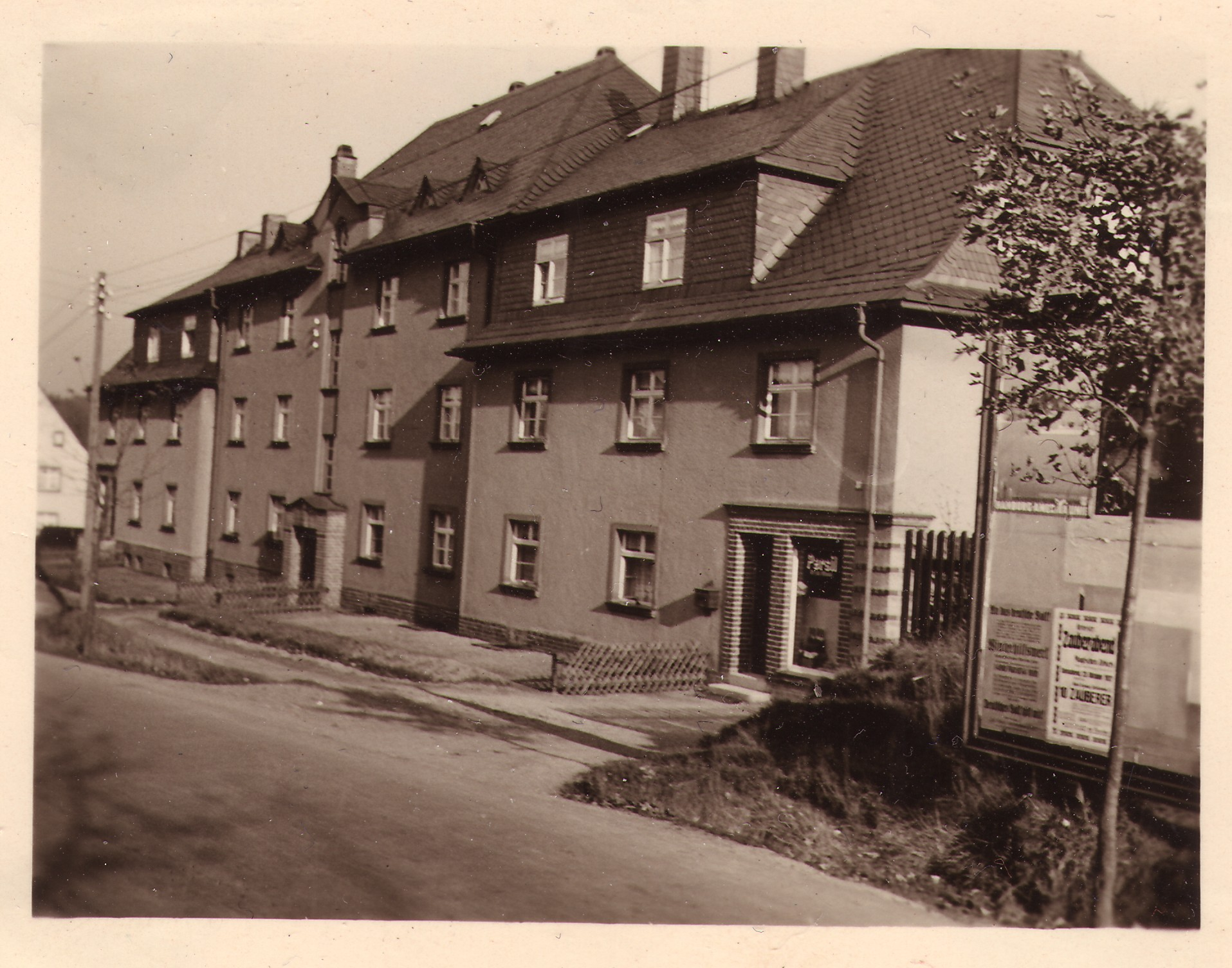
Bauten der 1930er Jahre
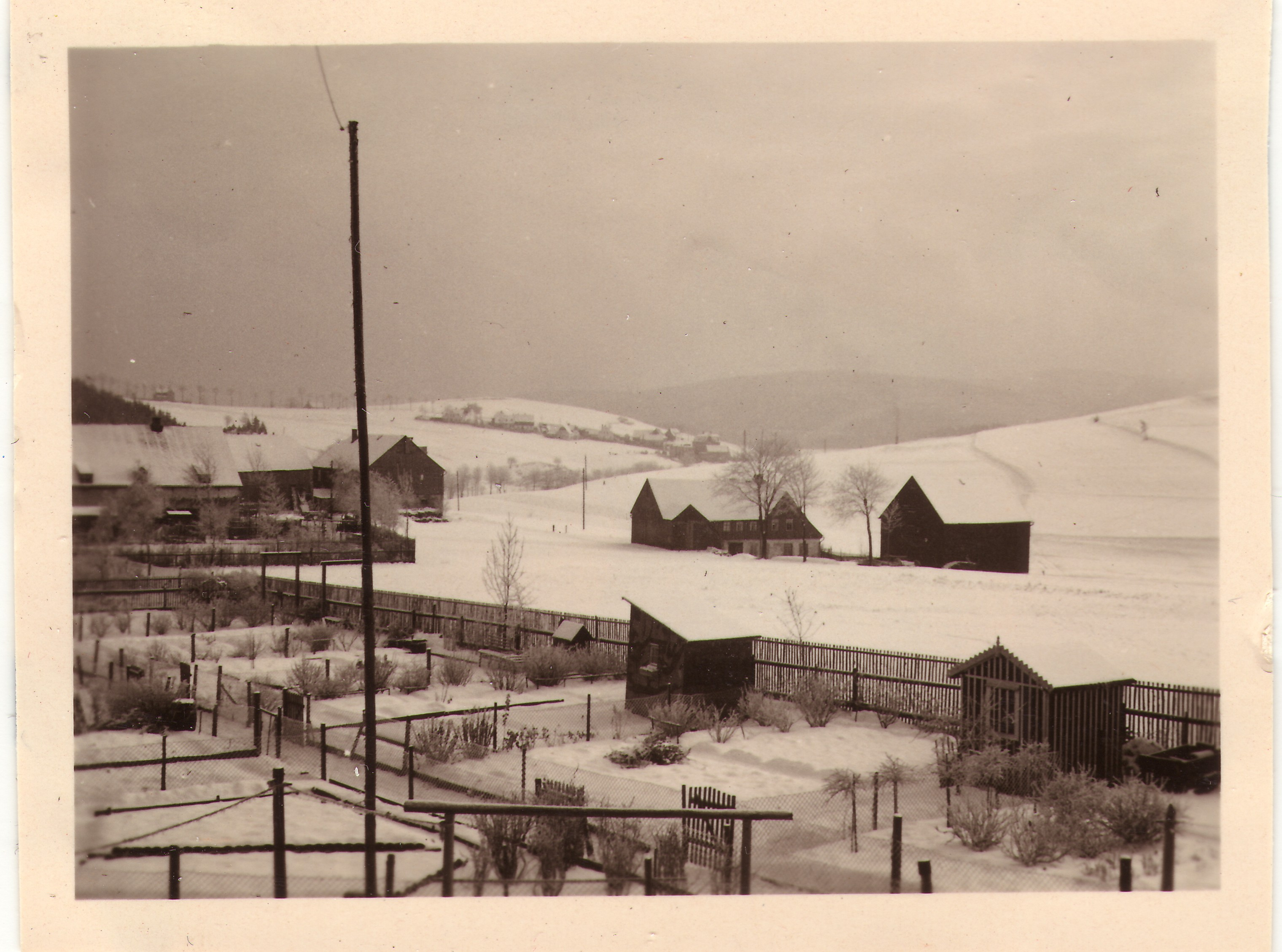
Alte Bauernhäuser im Hintergrund
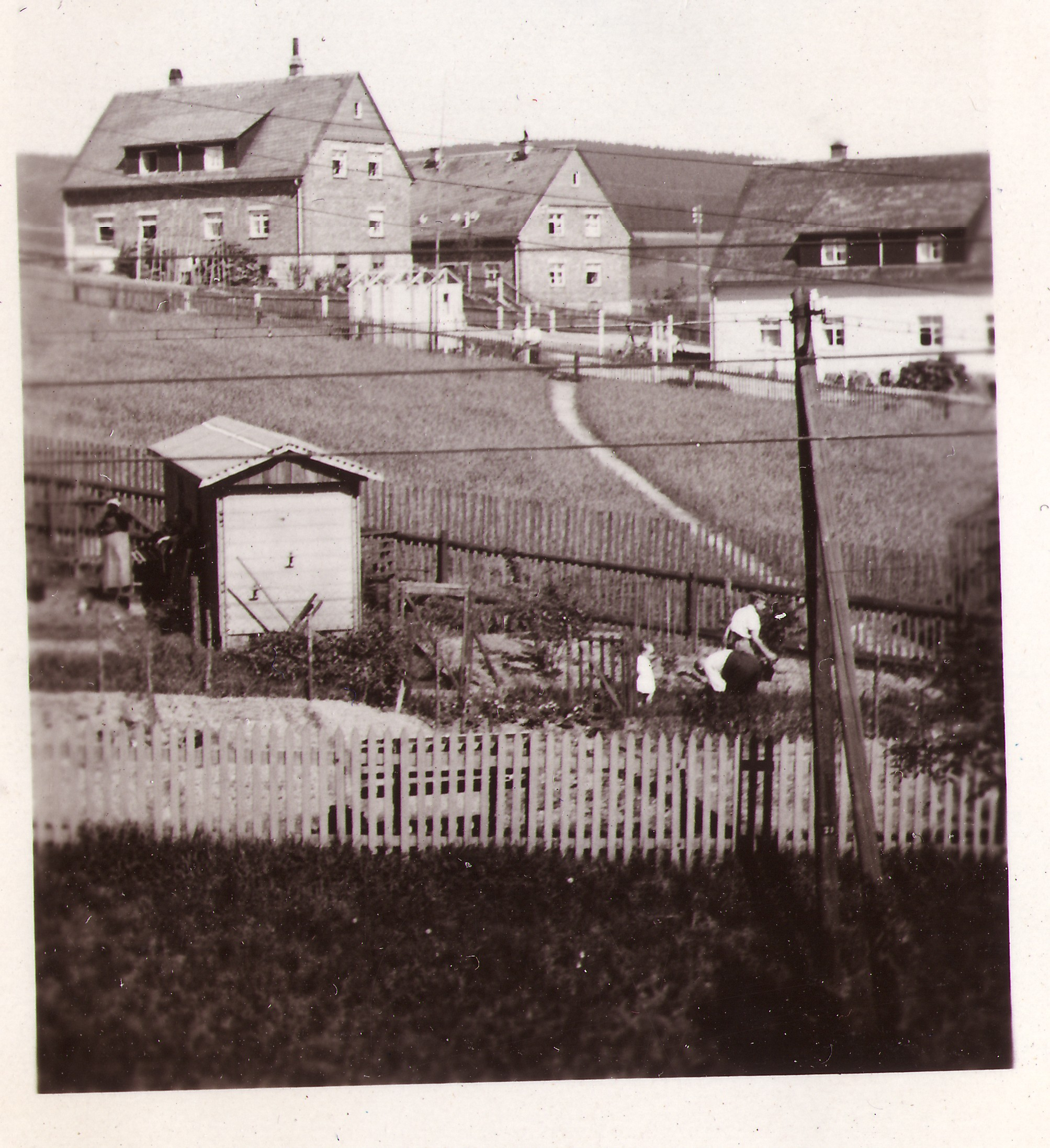
Siedlungshäuser der 1930er Jahre
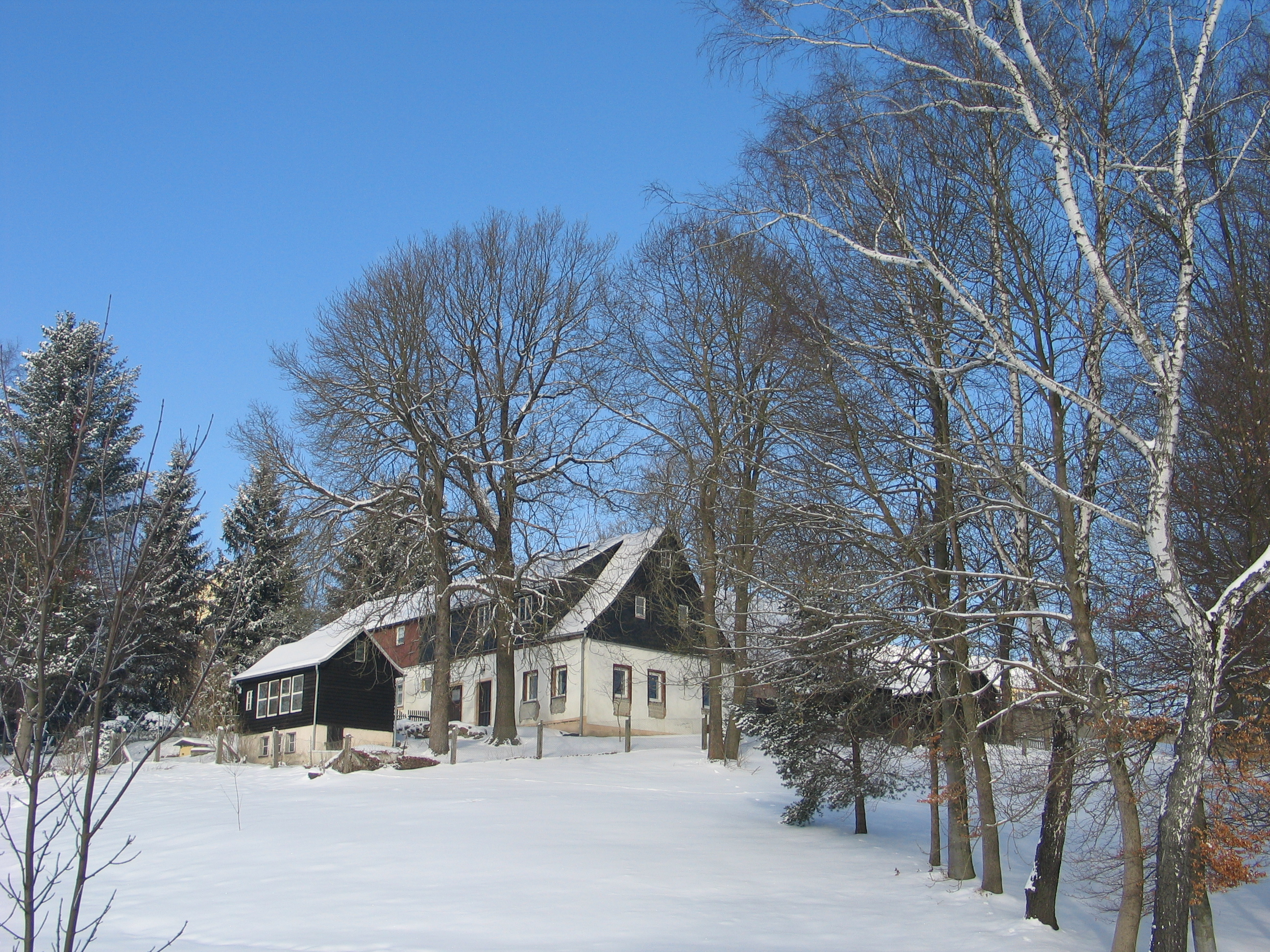
Baudenkmal: Bauernhaus aus dem 18. Jahrhundert

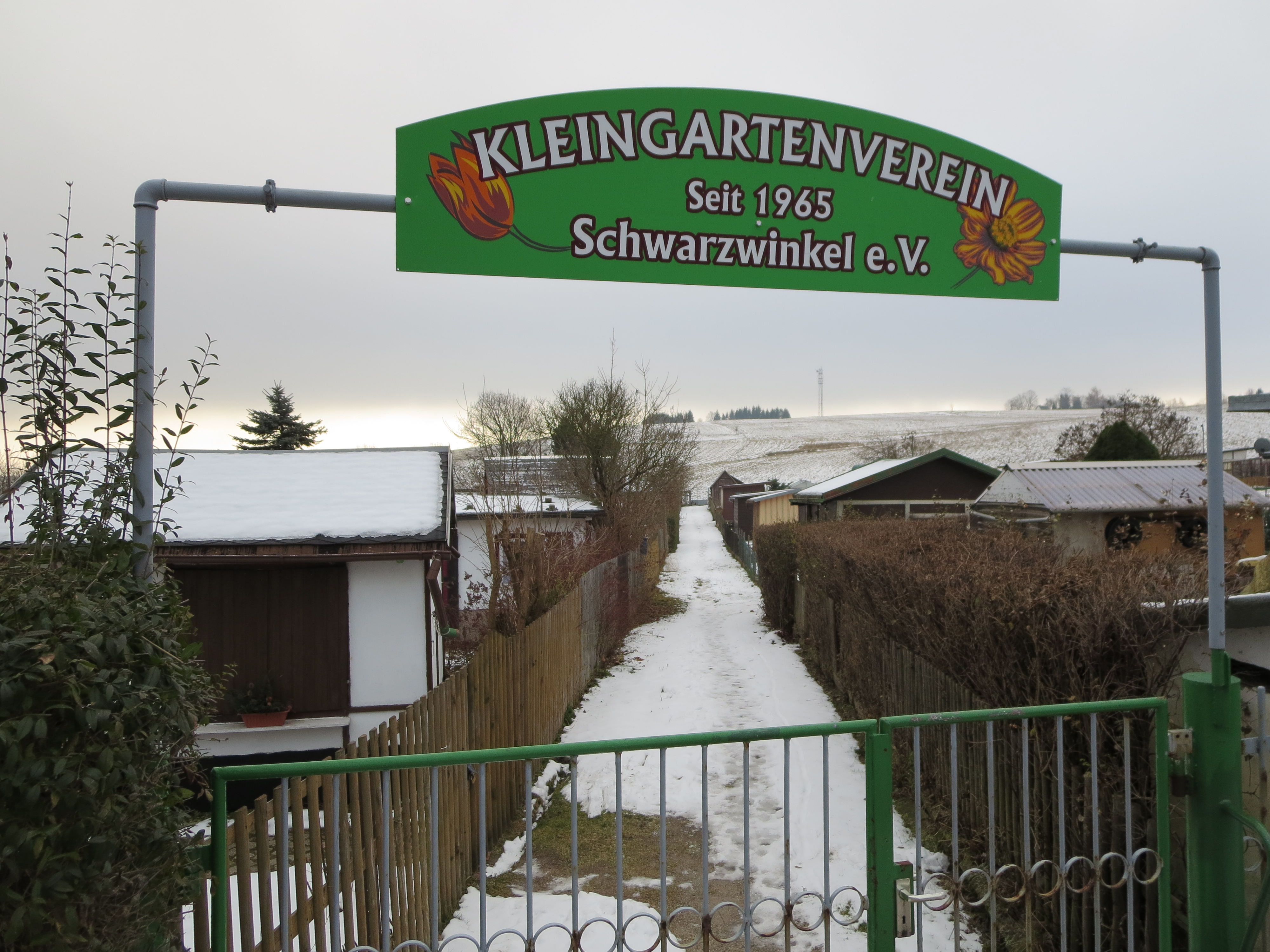
Kleingärten an der Schneeberger Straße

Im südlichen Bereich des Ortsteils wurde östlich der Schneeberger Straße in den 1940/1950er Jahren ein Teil des Tals mit Hausmüll verfüllt. Die entstandene Ebene wird seit 1965 von einer Kleingartenanlage genutzt.
Der in Schönheide auch lediglich „Siedlung“ genannte Ortsteil Schwarzwinkel zeigt sich im Wesentlichen als ein Wohngebiet. Eine Kaufhalle aus der DDR-Zeit beherbergte nach der Wiedervereinigung einen Lebensmittelladen. Ihn, Fleischerei, Bäckerei (Huster-Gerhard) und die Gastwirtschaft „Zum Grünen Tal“ am Filzbach gibt es nicht mehr. Eine Fotografin mit Ladengeschäft bildet im Wesentlichen die merkantile und die Kindertagesstätte „Wirbelwind“, die 2013/4 einen Neubau erhielt, die kommunale Infrastruktur. Ein Motorradfachgeschäft zog an einen anderen Ort. Eine Ärztin, die früher im Schwarzwinkel praktiziert hatte, hat ihre Praxis aufgegeben.

## Verkehr
Der Ortsteil Schwarzwinkel wird durch die im Tal des Filzbachs verlaufende Staatsstraße 277 und durch die von Oberschönheide kommende Schneeberger Straße erschlossen. Zwischen Neulehn und dem Beginn des Tals des Filzbaches wurde diese Straße zwischen 1908 und 1925 neu trassiert. Statt wie die alte Straße steil aus dem Filzbachtal auf die Höhe zu führen, wurde sie sanfter ansteigend durch das Tal eines von Neulehn herabfließenden Bach geführt. Die Buslinie 351 – Aue-Eibenstock-Neuheide – bedient im Ortsteil Schwarzwinkel die Haltestellen Schwarzwinkel und Eisstadion. Früher ging ein Neuheider Kirchsteig genannter Weg, der von der Martin-Luther-Kirche in Schönheide nach Neuheide führte, oberhalb am Schwarzwinkel vorbei. Parallel zum  Filzbach verlaufend, verbindet ein Paradies genannter Weg den Schwarzwinkel mit Schönheides unterem Ortsteil. Er dürfte die früheste Verbindung gewesen sein, denn er war durch seine Wegführung am Hang oberhalb des Baches einerseits sicher vor Überflutungen, und andererseits erleichterte er das Fahren mit Wagen, die von Tieren gezogenen wurden. Die Brücke über den Filzbach, über die die Straße „Schwarzwinkel“ zur Stützengrüner Straße führt, heißt „Fischerbrückel“. Der Fernwanderweg Görlitz-Greiz durchquert den Ortsteil.